# جون نابر
جون نابر (John Naber) هو لاعب أولمبي لرياضة السباحة من الولايات المتحدة. شارك في الأولمبياد الصيفي في 1976، وفاز بما مجموعه 5 ميداليات.

## الميداليات
| ذهب | فضة | برونز | المجموع |
| 4   | 1   | 0     | 5       |

## روابط خارجية
- جون نابر على موقع الاتحاد الدولي للسباحة (الإنجليزية)
- جون نابر على موقع قاعة مشاهير السباحة العالمية (الإنجليزية)
- جون نابر على موقع اللجنة الأولمبية الدولية (الإنجليزية)
- جون نابر على موقع أوليمبيديا (الإنجليزية)